# اسکی آلپاین در المپیک زمستانی ۲۰۰۲
اسکی آلپاین در بازی‌های المپیک زمستانی ۲۰۰۲ شامل ده رویداد بود که از ۱۰ تا ۲۳ فوریه ۱۹۹۸ در نزدیکی سالت‌لیک‌سیتی برگزار شد.

## مدال‌ها

### جدول مدال‌ها
منبع
| رتبه           | کشور                      | طلا | نقره | برنز | مجموع |
| -------------- | ------------------------- | --- | ---- | ---- | ----- |
| ۱              | کرواسی (CRO)              | ۳   | ۱    | ۰    | ۴     |
| ۲              | اتریش (AUT)               | ۲   | ۲    | ۵    | ۹     |
| ۳              | فرانسه (FRA)              | ۲   | ۲    | ۰    | ۴     |
| ۴              | نروژ (NOR)                | ۲   | ۱    | ۱    | ۴     |
| ۵              | ایتالیا (ITA)             | ۱   | ۱    | ۱    | ۳     |
| ۶              | ایالات متحده آمریکا (USA) | ۰   | ۲    | ۰    | ۲     |
| ۷              | سوئد (SWE)                | ۰   | ۱    | ۱    | ۲     |
| ۸              | آلمان (GER)               | ۰   | ۰    | ۱    | ۱     |
| ۸              | سوئیس (SUI)               | ۰   | ۰    | ۱    | ۱     |
| مجموع (۹ کشور) | مجموع (۹ کشور)            | ۱۰  | ۱۰   | ۱۰   | ۳۰    |